# Kuźnia Ligocka
Kuźnia Ligocka (niem. Ellguther-Hammer, Karstenhütte) – część miasta Rybnika położona na wschód od centrum miasta. Jej główną osią jest ulica Wolna.
Obecnie wraz z Ligotą i Raszowcem tworzy dzielnicę Ligota-Ligocka Kuźnia.

## Historia
Miejscowość historycznie związana z wsią Ligotą Górną. W XIX wieku powstała tu huta Karstenhütte, a osiedle liczyło 23 budynki dla 33 rodzin, łącznie 168 mieszkańców. 15 października 1926, jako składowa gminy Ligota Rybnicka, włączona została do Rybnika.

## Zabytki
Znajduje się tu Drewniany kościół św. Wawrzyńca pochodzący z 1717 roku, przeniesiony w 1975 roku z pobliskich Boguszowic.